# 1707 a tudományban
Az 1707. év a tudományban és technikában.

## Matematika
- Isaac Newton publikálja összegyűjtött algebrai műveit (Arithmetica universalis)

## Születések
- Április 10. – John Pringle skót fizikus († 1789)
- Április 15. – Leonhard Euler svájci matematikus († 1783)
- Május 23. – Carl von Linné svéd természettudós, orvos és botanikus († 1778)
- Szeptember 7. – Georges-Louis Leclerc de Buffon francia biológus († 1788)
- Benjamin Robins angol tudós és mérnök († 1751)